# Brémontier-Merval

Brémontier-Merval este o comună în departamentul Seine-Maritime, Franța. În 1 ianuarie 2022 avea o populație de 430 de locuitori.